# Denkmalliste
In einer Denkmalliste, auch Denkmalbuch, Denkmalverzeichnis oder Denkmalkataster, werden alle anerkannten Denkmale einer Gebietskörperschaft aufgeführt. Diese Verzeichnisse sind das Ergebnis einer Inventarisation.

## Abgrenzung
Von der amtlich-rechtlichen Denkmalliste der Denkmalverwaltung als reiner Auflistung des Denkmalbestandes abzugrenzen sind die in Buchform veröffentlichte Denkmaltopographie (in Österreich als Kunsttopographie bezeichnet), die die Denkmale im Zusammenhang mit der geografischen Situation und der historischen Entwicklung des Beschreibungsgebiets darstellt, und das Denkmalinventar, das die Denkmalobjekte und ihre Entwicklung sehr detailliert darstellt und auch abgegangene Denkmale erwähnt.

## Arten von Denkmallisten
Die beiden unterschiedlichen Arten der Denkmallisten unterscheiden sich in den Staaten und Ländern; sie sind im jeweiligen Denkmalschutzgesetz festgelegt.

### Deklaratorische oder nachrichtliche Denkmallisten
Deklaratorische Denkmallisten werden nachrichtlich geführt. In sie werden Objekte aufgenommen, die die im jeweiligen Denkmalschutzgesetz genannten Voraussetzungen erfüllen, wobei die Denkmaleigenschaft eines Objektes nicht von der Eintragung in die Liste abhängt. Für bewegliche Denkmale gibt es spezielle Regelungen.

### Konstitutive Denkmallisten
Konstitutive Denkmallisten sind verwaltungsrechtliche Instrumente. Ein Denkmal ist demnach erst gesetzlich geschützt, wenn es durch einen bestandskräftigen Verwaltungsakt in die Liste aufgenommen wurde. Dazu sind die entsprechenden Stellen zu hören, der Denkmaleigner hat die Möglichkeit, gegen die Aufnahme in die Denkmalliste rechtlich vorzugehen.

### Rechte des Eigentümers
Ist ein Eigentümer mit der Denkmalausweisung nicht einverstanden, kann er sie anfechten, die Verfahren reichen vom einfachen Einspruch (Österreich) über einen Widerspruch (soweit landesrechtlich vorgesehen) bis hin zu einer Anfechtungs- oder Feststellungsklage.

## Geschichte
Bereits Karl Friedrich Schinkel ließ Denkmalverzeichnisse anlegen. Ferdinand von Quast arbeitete daran, die Denkmale in Preußen mit Hilfe von Fragebögen zu erfassen. 1900 fasst Georg Dehio den Entschluss, ein Handbuch der Deutschen Kunstdenkmäler zu veröffentlichen – das als ‚Der Dehio‘ bis heute das Standwerk für den Überblick der wichtigsten Kulturdenkmäler für Deutschland und Österreich ist.
Das amtliche Denkmalwesen beginnt in Europa dann schon in den 1920er Jahren, weitere Meilensteine sind etwa die Kataster der Flächenstaaten China (1961) und USA (1966), spätestens seit den 1970ern (Welterbekonvention 1972/75) ist die Inventarisierung der denkmalwürdigen Objekte ein weltweites Anliegen.
Während kriegerischen Auseinandersetzungen werden mitunter von Kulturgut- und Denkmalschutzorganisationen wie Blue Shield International spezielle „No-strike-Lists“ an die Konfliktparteien übermittelt, um solche Güter im Konfliktgebiet nach Möglichkeit vor einer Zerstörung zu bewahren; in der jüngeren Vergangenheit geschah dies beispielsweise bei Kriegen in Libyen und im Jemen.

## Regelungen in Deutschland und anderen Ländern

### Deutschland
Da der Denkmalschutz in Deutschland unter die Kulturhoheit der Länder fällt, gibt es für jedes Land ein eigenes Denkmalschutzgesetz. Die genauen Regelungen zum Führen der Denkmalliste sind Teil des Denkmalschutzrechts und somit von Land zu Land unterschiedlich.
Inhalt einer Eintragung in der amtlichen Denkmalliste ist die Kurzbezeichnung des Denkmals, seine Lage (Adresse), der Grund der Denkmalwürdigkeit und das Datum der Eintragung.
Abhängig vom jeweiligen Land stehen nicht unbedingt alle Kulturdenkmale in der Denkmalliste: So werden bewegliche Denkmale zum Beispiel in manchen Ländern nur eingetragen, wenn es einen historisch begründeten Ortsbezug gibt.
Die Denkmalliste ist öffentlich und für jeden einsehbar, nur in manchen Ländern muss noch „das berechtigte Interesse“ nachgewiesen werden. Bei der Liste von beweglichen Denkmalen ist in einigen Ländern die Einsicht nur den Eigentümern oder von ihnen ermächtigten Personen erlaubt. Man findet die Liste bei der jeweils örtlich zuständigen Unteren Denkmal(schutz)behörde, die bei der unteren Verwaltungsbehörde (Landkreis, kreisfreie Stadt) oder der Kommune angesiedelt ist oder aber bei den Landesfachbehörden (Landesamtes für Denkmalpflege).
Denkmallisten werden in Deutschland hauptsächlich unterschieden in deklaratorische Denkmallisten, konstitutive Denkmallisten und Denkmalbücher.
- Deklaratorische Listen gibt es in Baden-Württemberg, Bayern, Berlin, Brandenburg, Bremen, Hamburg[4], Hessen, Mecklenburg-Vorpommern, Niedersachsen, Rheinland-Pfalz,[5] Saarland, Sachsen, Sachsen-Anhalt und Thüringen.
- Konstitutive Listen werden in Nordrhein-Westfalen und Schleswig-Holstein[6] geführt.
- Denkmalbuch und Denkmalliste wird oft als Synonym verstanden. In einigen Ländern wird jedoch neben den Denkmallisten ein gesondertes Denkmalbuch geführt. So werden in Baden-Württemberg Kulturdenkmale von besonderer Bedeutung (DSchG-BW §12) speziell in das Denkmalbuch eingetragen, während sonst eine deklaratorische Denkmalliste geführt wird, d. h. ein Kulturdenkmal wird durch das Denkmalschutzgesetz (DSchG-BW §2) definiert und nicht erst durch eine Eintragung in die Denkmalliste.

Kennzeichen eines in die Denkmalliste in Nordrhein-Westfalen eingetragenen Baudenkmals

Das Verfahren Unterschutzstellung wird im Folgenden beispielhaft anhand des Denkmalschutzgesetzes (Nordrhein-Westfalen) mit seinem konstitutiven Verfahren erläutert. Das Regelungen zur Denkmalliste folgen den Bestimmungen des § 3 DSchG NRW und der angehängten Verordnung über die Führung der Denkmalliste (Denkmallisten-Verordnung).
Den Anstoß, ein Denkmal in die Liste aufzunehmen gibt entweder der Eigentümer, der Landschaftsverband oder er kommt von Amts wegen. Zuständig für die Bearbeitung und Eintragung eines Denkmals ist die Untere Denkmalbehörde.
- Als erstes wird geprüft, ob das vorgeschlagene Objekt die nötigen Denkmaleigenschaften nach dem DSchG besitzt. Dies erfolgt durch die Benehmensherstellung der Unteren Denkmalbehörde mit dem Landschaftsverband. Das dort angesiedelte Amt für Denkmalpflege (Denkmalfachbehörde) führt in der Regel die  Inventarisierung durch und erstellt im Rahmen dieses Verfahrensschrittes eine ausführliche Denkmalwertbegründung, die nach den verschiedenen Kriterien des DSchG die Bedeutung des Objektes darlegt.
- Bei der Beurteilung des Denkmalwertes erfolgt noch keine Abwägung mit anderen öffentlichen oder den privaten Interessen des Eigentümers. Wird der Denkmalwert festgestellt, ist das Objekt einzutragen (zweistufiges Verfahren). Eine Abwägung erfolgt erst auf der zweiten Stufe nach der Eintragung, wenn Veränderungen des Baudenkmals beabsichtigt werden und entsprechend eine denkmalrechtliche Erlaubnis beantragt wird.
- Bei Differenzen zwischen der Unteren Denkmalbehörde und dem Landschaftsverband über den Denkmalwert kann der Landschaftsverband eine Entscheidung der Obersten Denkmalbehörde (das zuständige Ministerium) anstreben. Diese Entscheidung ist für beide Seiten verbindlich.
- Dann folgt verfahrensmäßig die Anhörung des Eigentümers und/oder Nutzungsberechtigten. Dabei wird der Eigentümer auch auf die Rechte und Pflichten hingewiesen, die der Besitz eines Denkmals mit sich bringt.
- Ist das Objekt in die Denkmalliste aufgenommen, wird dem Eigentümer dies mitgeteilt. Er kann innerhalb eines Monats Klage vor dem Verwaltungsgericht erheben.

Wird das Objekt nicht in die Denkmalliste aufgenommen, kann der Eigentümer/der Nutzungsberechtigte eine Unterschutzstellung nicht gerichtlich erzwingen. Fallen nach der Eintragung des Denkmals in die Denkmalliste die Unterschutzstellungsvoraussetzungen weg, wird das Objekt von Amts wegen aus der Denkmalliste gelöscht (siehe Metropol (Bonn)).
Siehe auch:
- Denkmaltopographie Bundesrepublik Deutschland
- Artikel über Denkmallisten der Länder Bayern, Brandenburg, Rheinland-Pfalz

### Österreich: Denkmalverzeichnis

Statistik Denkmalschutz nach Eigentümern

Das Österreichische Denkmalverzeichnis wird an der Abteilung Denkmalverzeichnis des Bundesdenkmalamtes geführt, wie es im § 1(5) Denkmalschutzgesetz verankert ist. Das Bundesdenkmalamt (BDA) führt auch eine elektronische Denkmaldatenbank. Im Dezember 2010 betrug die Zahl der unter Denkmalschutz stehenden unbeweglichen Objekte in Österreich ca. 36.500, das Bundesdenkmalamt schätzt den Gesamtbestand schützenswerter unbeweglicher (nicht archäologischer) Objekte auf ungefähr 60.000. Die Liste der unter Denkmalschutz befindlichen unbeweglichen Denkmale ist auf der Website des Bundesdenkmalamtes abrufbar. Sie ist jährlich bis zum 1. Juli mit Stand vom 1. Januar zu veröffentlichen.
Zirka zwei Drittel aller unbeweglichen Denkmale in Österreich entsprechen dem Typus Profanbau (Schlösser und Burgen, Wohngebäude, Kleindenkmale u. Ä.), ein Drittel sind Sakralbauten (Klöster, Kirchen, Kapellen, Friedhöfe), der Rest fällt in den Bereich von Bodendenkmalen, Gartenbaudenkmale, Technische Denkmale, Garten- und Parkanlage bzw. Gartenbaudenkmale.
Neben dem amtlichen Denkmalverzeichnis sind auch die Österreichausgaben des Dehio-Handbuchs von großem Interesse, die von der Abteilung Inventarisation und Denkmalforschung des BDA erarbeitet werden.

### Slowakei
In der Slowakei werden die nationalen Denkmallisten von der Denkmalbehörde Pamiatkový úrad Slovenskej republiky, welche dem slowakischen Kulturministerium unterliegt, verwaltet. Die slowakischen Denkmallisten werden ebenfalls auf den Webseiten dieser Behörde im Internet veröffentlicht.

### Weitere Länder
Weltweit gültig ist die UNESCO-Liste des Welterbes (World Heritage) wie auch die Liste des Weltdokumentenerbes (Memory of the World)
- Volksrepublik China: die Denkmalliste der Volksrepublik China (全国重点文物保护单位,  Quánguó zhòngdiǎn wénwù bǎohù dānwèi – „Nationale historische Stätten und Kulturgüter unter staatlichem Schutz“)
- Frankreich: die Base Mérimée
- Namibia: die Liste der Nationalen Denkmäler in Namibia[11]
- Tschechien: die Zentralliste des kulturellen Erbes der Tschechischen Republik, tschechisch: Ústřední seznam kulturních památek České republiky[12] – Online im MonumNet[13]
- Vereinigte Staaten: das National Register of Historic Places der Vereinigten Staaten
- Vereinigtes Königreich: die Statutory List of Buildings of Special Architectural or Historic Interest (getrennt für England, Wales, Schottland und Nordirland)